# Становно
Становно (на словенски: Stanovno) е село в Словения, Подравски регион, община Ормож. Според Националната статистическа служба на Република Словения през 2015 г. селото има 112 жители.